# Ángeles Rubio Argüelles
Ángeles Rubio Argüelles y Alessandri (Málaga, 13 de enero de 1906 - ibídem, 30 de marzo de 1984) fue una escritora, investigadora, directora y mecenas teatral española. También fue la fundadora del Teatro-Escuela A.R.A por dónde han pasado actores como Antonio Banderas o Fiorella Faltoyano.

## Trayectoria
Fue hija de Carlos Rubio y Carlota Alessandri. Desde pequeña mostró vocación por el teatro, llegando a interpretar Enrique VIII de Shakespeare con solo siete años.
El 28 de octubre de 1925, a los 19 años de edad, contrajo matrimonio con Edgar Neville Romrée: conde de Berlanga de Duero, aristócrata, diplomático, cineasta y dramaturgo. En 1928, el matrimonio marchó a Hollywood para realizar versiones en español de películas americanas. Dos años más tarde, en 1930, Ángeles volvió a España y fundó la compañía de teatro A.R.A., acrónimo de su nombre y el primer apellido compuesto (Ángeles Rubio Argüelles). La actividad del teatro se suspendió por la guerra civil española pero fue retomada en poco tiempo para actuar en frentes de guerra y hospitales del denominado bando nacional.
A partir de 1940, una vez separada de Neville,Ángeles se dedica a hacer tareas sociales y obras teatrales benéficas. Como parte de su labor como historiadora local, es nombrada académica de Bellas Artes de San Telmo en 1942. Entre 1949 y 1952 organizó campañas teatrales por la provincia de Málaga con el fin de dar a conocer autores nacionales e internacionales. En enero de 1955 empezó a colaborar en Radio Juventud haciendo un programa semanal de radio sobre teatro, el cual llegó a emitir 120 adaptaciones radiofónicas de obras de teatro. En 1958 obtuvo el título de profesora diplomada en la especialidad de declamación por la Real Escuela Superior de Arte Dramático de Madrid. En 1959, comenzó a organizar los Festivales Greco-latinos en el Teatro romano de Málaga, festival que contó con XIX ediciones ininterrumpidas.
En diciembre de 1962, inauguró el Teatro ARA de su propiedad, donde por la mañana se daban clases de declamación, por las tardes se estrenaban obras de teatro y por las noches se ensayaban las próximas obras. Representó la vida teatral de la ciudad de Málaga hasta 1983, debido a que se estrenaron obras tanto nacionales como europeas. Su compañía teatral fue el germen de la Escuela de Arte Dramático de Málaga. Tuvo un total de 148 alumnos, entre los que destacan Antonio Banderas y Fiorella Falltoyano. La compañía desapareció en la década de 1980.
Fue autora de diversas novelas y ensayos, entre los que destacan su estudio sobre José de Gálvez y sobre la historia de Málaga.
Ángeles falleció a causa de un derrame cerebral el 30 de marzo de 1984 en Málaga y fue enterrada en el cementerio de Benalmádena.

## Reconocimientos
Entre los reconocimientos que recibió, destaca que en 1946 se le concedió la Cruz de Alfonso X el Sabio.Diez años más tarde se le otorgó el Premio Español del Año.Recibió el Premio Nacional de Teatro a la mejor dirección en el IV Festival de Teatro Juvenil de Orense en 1967.Y tras su fallecimiento, el Ayuntamiento de Málaga le concedió la Medalla de la Ciudad en reconocimiento a sus méritos.
En 2020 fue incluida dentro del proyecto “Mujeres Investigadoras en los Archivos Estatales (1900-1970)” para la descripción archivística y creación de un micrositio específico en el Portal de Archivos Españoles (PARES), desarrollado entre 2020-2023. Este proyecto ha sido impulsado por la Subdirección General de Archivos Estatales, con el objetivo visibilizar la labor de investigación realizada en España por las mujeres en el intervalo 1900-1970 partiendo de los registros documentales que se conservan en los Archivos de Gestión de los AAEE del Ministerio de Cultura (el Archivo Histórico Nacional, el Archivo de la Corona de Aragón, el Archivo General de Simancas, el Archivo General de Indias, el Archivo de la Real Chancillería de Valladolid, el Archivo General de la Administración y el Centro de Información Documental de Archivos).